# Huitaca
Huitaca var en underskön gudinna hos ursprungsbefolkningen Chibcha i Colombia. Hon förknippades med utsvävningar. Enligt vissa berättelser förföljde hon Nemterequeteba men han förvandlade henne till antingen en uggla eller Månen, i vissa berättelse tillskrivs emellertid denna förvandling till Bochica.